# Landon Collins
Pour les articles homonymes, voir Collins.
(en) Statistiques sur pro-football-reference
Landon Collins, né le 10 janvier 1994 à La Nouvelle-Orléans (Louisiane), est un joueur américain de football américain évoluant au poste de safety, actuellement agent libre dans la National Football League (NFL).
Au niveau universitaire, il a joué pour le Crimson Tide de l'université de l'Alabama dans la NCAA Division I FBS pendant trois saisons (2012-2014) avant d'être sélectionné par les Giants de New York lors du deuxième tour de la draft 2015 de la NFL.
Après quatre saisons chez les Giants, il signe en 2019 un contrat lucratif avec les Redskins de Washington (actuels Commanders de Washington (2019-2021) avant de retourner pour une saison chez les Giants (2022).

## Biographie

### Jeunesse
Natif de La Nouvelle-Orléans dans l'état de Louisiane aux États-Unis, Collins grandit dans le quartier d’Altiers (en). Lorsque l'Ouragan Katrina dévaste la ville en 2005, Collins et sa famille doivent déménager et finissent par s'installer à Geismar dans la paroisse de Parish toujours en Louisiane.
Collins intègre l'école secondaire de Dutchtown, où il se distingue dans deux sports, d'une part le football américain et d'autre part en athlétisme. En football américain, il est reconnu All-American défensive back. Alors sophomore (étudiant de 2e année), il affiche un bilan de 26 plaquages, 1,5 sack, une interception et une récupération de fumble. Il joue aux côtés du senior Eric Reid.
Lorsqu'il remplace Reid et devient junior, Collins atteint un bilan de 102 plaquages dont 12 avec perte et quatre interceptions, obtenant 5 étoiles dans la sélection de l'association des journalistes sportifs de Louisiane (LSWA). Les Griffins de Dutchtown seront invaincus en saison régulière et entrent comme no 1 en playoffs. Ils seront néanmoins battus 29 à 14 en quart de finale par les no 24 New Iberia Westgate. Les griffins finiront la saison avec un bilan de 12 victoires pour une seule défaite.
Au cours de son année senior, Collins excelle tant en défense qu'en attaque : 
- En défense , il compile 34 plaquages et 4 interceptions dont deux retournées en touchdowns.
- En attaque, il gagne à la course 1 218 yards et inscrits 21 touchdowns avec une moyenne de 13,7 yards par portée.

Il devient le premier joueur de l'histoire de la LSWA à obtenir 5 étoiles All-state tant en attaque qu'en défense. Son équipe réalise une seconde année régulière sans défaite (10-0) et ils sont de nouveau champions de district. Malheureusement, lors du premier tour de playoffs, ils sont battus 28 à 14  par Ponchatoula High School. Au niveau individuel, Collins obtient le titre de joueur All-American pour les périodiques Parade Magazine et USA Today. Il se fait également remarquer lors de l'Under Armour All-America Game (match opposant les meilleurs joueurs de football américain évoluant en High School), y réussissant une interception ainsi qu'une défense à même sa ligne d'en-but.
Il se fait également remarquer à Dutchtown comme un très bon sprinteur en athlétisme. Lors du Josten's Invitational de 2011, il fait partie du relais 4 × 100 mètres comme second relayeur et remporte l'épreuve y établissant le nouveau record de son école en 41,10 secondes. Il remporte la course du 100 m lors des championnats 2012 de l'Episcopal 4-Way y enregistrant son record personnel de 10,28 secondes. Lors des Josten's Invitational de 2012, il réalise son record personnel lors du 200 mètres qu'il remporte en 21,60 secondes. Lors des championnats LHSAA Class 5A State, il remporte le titre du 4 × 200 mètres comme second relayeur de l'équipe de Dutchtown avec un temps de 1 min 25 s 40. En plus de ces résultats, il détient comme meilleures performances le temps de 4,48 secondes en course de 40 yards (36,58 m) et une détente verticale de 36 pouces (91,44 cm).
Obtenant une cote de 5 étoiles, Collins est classé no 2 comme safety tant chez Rivals.com que chez Scout.com. Sollicité par presque toutes les meilleurs universités, Collins déclare hésiter entre le Crimson Tide de l'Alabama et les Tigers de LSU. Lors du Under Armour All-America Game, il annonce avoir choisi le Crimson Tide, déclarant avoir réellement pris sa décision deux ans auparavant".

### Carrière universitaire
Comme true freshman à Alabama, Collins occupe une place de remplaçant (backup). Il participe aux matchs lors des coups d'envoi (kick-off) et lors des punts dans les unités spéciales. Il n'est pas titulaire comme safety lors des 14 matchs de la saison mais réalise tout de même 17 plaquages et réussi à bloquer un punt. Il partage la place de meilleur plaqueur des équipes spéciales d'Alabama avec 10 plaquages, dont 9 lors des couvertures de kick-off et 1 lors d'une couverture de punt.
Il devient titulaire en 2013 lors de son année sophomore lorsque son coéquipier Vinnie Sunseri voit sa saison terminée à la suite d'une blessure. Il termine son année avec 70 plaquages et 2 interceptions.
Comme junior, il est le meilleur de son équipe avec 98 plaquages et 3 interceptions. Il est unanimement sélectionné comme joueur All-American.
Après son année junior, Collins se présente à la Draft 2015 de la NFL ,.

### Processus de recrutement et sélection par les Giants
| Taille | Poids  | Bras     | Main     | Sprint   | Sprint   | Sprint   | Shuttle 20 yards | 3 cones drill | Détente   | Détente     | Développé couché | Test Wonderlic |
| Taille | Poids  | Bras     | Main     | 40 yards | 10 yards | 20 yards | Shuttle 20 yards | 3 cones drill | verticale | horizontale | Développé couché | Test Wonderlic |
| 1,83 m | 103 kg | 80,01 cm | 23,87 cm | 4,53 s   | 1,57 s   | 2,64 s   | 4,33 s           | 7,28 s        | 88,9 cm   | 305 cm      | -                | -              |

Collins est sélectionné en tant que 33e choix global par les Giants de New York lors de la draft 2015 de la NFL. L'équipe new-yorkaise a effectué un échange pour le sélectionner. Le 19 juin 2015, Collins signe chez les Giants de New York un contrat de 4 ans pour 6,12 millions de dollars dont 4,02 millions garantis avec une prime à la signature de 2,71 millions.

### Giants de New York (2015-2018)

#### Saison 2015
Collins intègre les camps d'entraînement en compétition avec Cooper Taylor et Nat Berhe pour le poste de titulaire safety après la perte des vétérans Quintin Demps, Antrel Rolle, et Stevie Brown lors de la free agency de l'intersaison,,. Le 14 août 2015, lors du match de présaison contre les Bengals de Cincinnati, Collins se blesse légèrement aux ligaments. Il ne manque cependant qu'un seul match de pré-saison. Les Giants le désignent comme titulaire à la place de free safety dès son année rookie le considérant meilleur à cette place que Brandon Meriweather même si sa place de prédilection était strong safety.
Il fait ses débuts en saison régulière lors du premier match contre les Cowboys de Dallas (défaite 26 à 27) y effectuant 4 plaquages. Le 19 octobre 2015, Collins réussi la première interception de sa carrière professionnelle mais également 5 plaquages lors de la défaite 7 à 27 des œuvres des Eagles de Philadelphie. Le 20 décembre 2015, Collins réussit sa meilleure performance avec 10 plaquages et une passe déviée  lors de la défaite 35-38 contre les Panthers de la Caroline. Il termine sa première saison professionnelle avec un total de 112 plaquages, 9 passes déviées et une interception en 16 matchs. Les Giants terminent la saison avec un bilan de 6 victoires pour 10 défaites et l'entraîneur principal Tom Coughlin démissionne en fin de saison.

#### Saison 2016
Landon Collins a connu une excellente année en 2016, les Giants affichant avec lui un bilan de 11 victoires pour 5 défaites en saison régulière et accédant à la phase finale pour la première fois depuis 2011. Ils sont néanmoins battus en barrage 13 à 38 par les Packers de Green Bay.
Avec l'arrivée de Darian Thompson lors de la draft 2016 de la NFL, Collins reprend sa place de prédilection au poste de strong safety comme titulaire.
Lors du premier match de saison régulière contre les Cowboys de Dallas, Collins y réussi six plaquages en solo et une passe déviée. La semaine suivante, il réussit six plaquages ainsi que son premier sack en carrière professionnelle sur le quarterback Drew Brees lors de la victoire 16 à 13 contre les Saints de La Nouvelle-Orléans. Le 16 octobre 2016, Collins établi son record de saison en réussissant 9 plaquages en solo, un assiste et un sack sur Joe Flacco lors de la victoire 27 à 23 sur les Ravens de Baltimore. La semaine suivante, les Giants jouent à Londres au Twickenham Stadium contre les Rams de Los Angeles et Collins y effectue huit plaquages en solo ainsi que deux interceptions sur des passes du quarterback Case Keenum, dont une retournée sur 44 yards pour un touchdown. Il est nommé meilleur joueur défensif de la semaine 7 en NFC.
Le 6 novembre 2016, lors de la victoire 28 à 23 contre les Eagles de Philadelphie, Collins compile 12 plaquages, une passe déviée, un sack, et une interception sur Carson Wentz. Il est de nouveau nommé meilleur joueur défensif de la semaine en NFC, récompense qu'il obtient donc lors de deux matchs consécutif, ce qui n'était plus arrivé depuis Troy Polamalu.
La semaine suivante, il enregistre cinq plaquages seul et intercepte Andy Dalton au cours du quatrième quart temps lors de la victoire 21 à 20 contre les Bengals de Cincinnati. Au cours du match contre les Bears de Chicago en semaine 11, il réussit six plaquages seul, trois passes déviées et intercepte une passe de Jay Cutler alors qu'il ne reste plus qu'une minute et onze secondes de jeu, scellant la victoire des Giants 22 à 16. Il s'agissait de son quatrième match consécutif avec interception. Pour le mois de novembre, Collins reçoit le titre de meilleur défenseur du mois de la NFC, avec un bilan mensuel de 30 plaquages, un sack et 3 interceptions.
Le 20 décembre 2016, Collins est sélectionné pour le Pro Bowl. Il termine sa première saison sous la direction de l'entraîneur principal Ben McAdoo avec un total de 100 plaquages (seul et assistés), 4 sacks, 13 passes déviées, 5 interceptions, et un  touchdown en 16 matchs comme titulaire.
Landon Collins termine la saison comme unique joueur de l'histoire de la NFL à avoir réalisé plus de 100 plaquages, plus de 2 sacks, au moins 5 interceptions et un minimum de 12 passes déviées. Il est également sélectionné dans la première équipe All-Pro de 2016.
Lors du match de wild cards le 8 janvier 2016, il effectue 6 plaquages seul, 3 assistés et un sack sur Aaron Rodgers.

#### Saison 2017

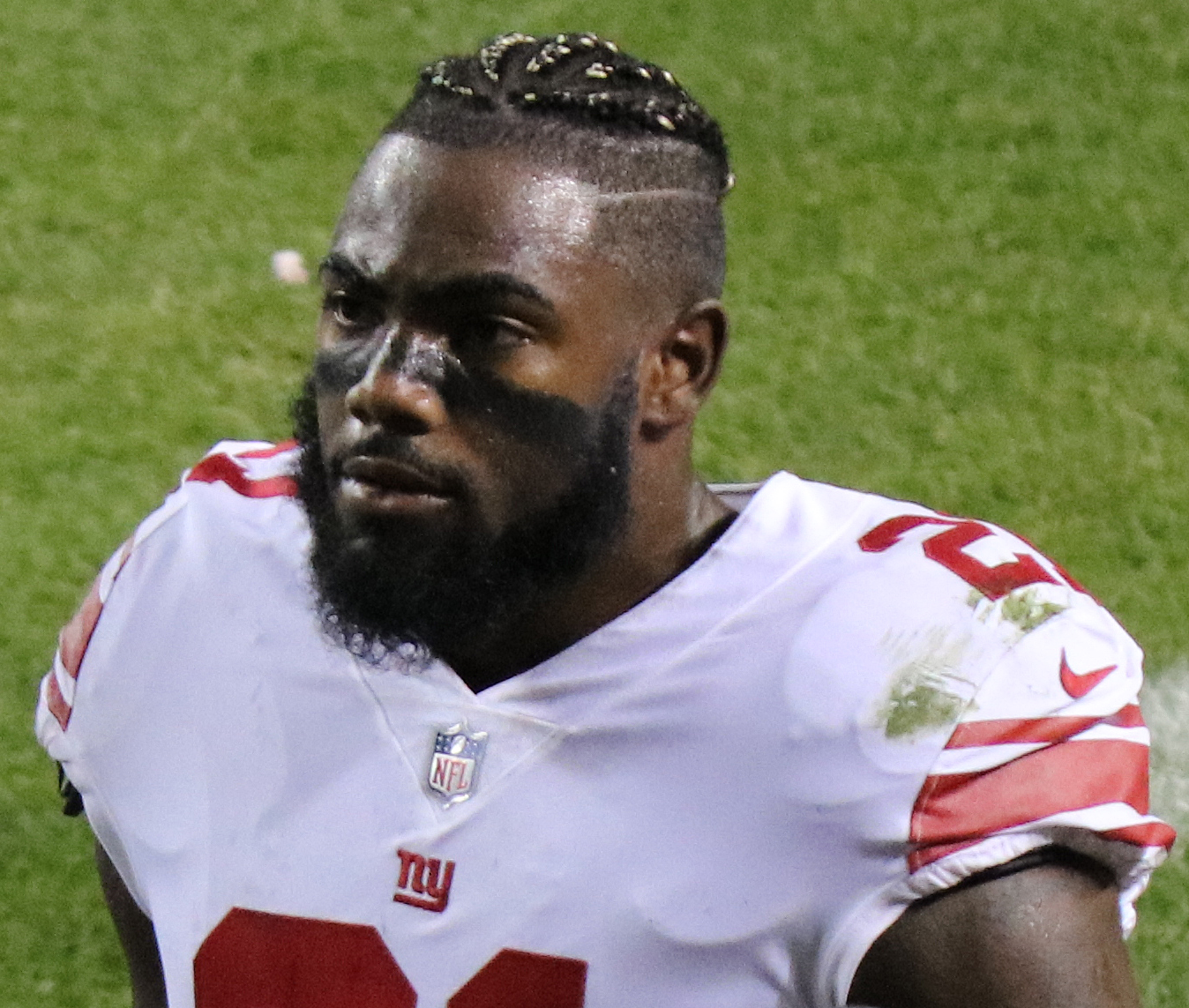
Collins chez les Giants en 2017.

En 11e semaine, Collins effectue 15 plaquages et une interception lors de la victoire en prolongation 12 à 9 contre les Chiefs ce qui lui vaut le prix du meilleur joueur défensif NFC de la semaine. Les Giants commencent leur saison avec un bilan provisoire de 2 victoires pour dix défaites et en conséquence, remercie leur entraîneur principal Ben McAdoo. Collins a exprimé son mécontentement par rapport à cette décision soulignant que McAdoo méritait d'encore être leur entraîneur pour au moins une année supplémentaire.
En 14e semaine, Collins se blesse à la cheville lors du match contre les Cowboys de Dallas. Collins est contraint de quitter le match.
Cependant il rejoue la semaine suivante. Le 19 décembre 2017, Collins est sélectionné pour son second pro Bowl. Le 26 décembre 2017, il est placé sur la liste des réservistes blessés après s'être fracturé l'avant-bras en 16e semaine.
Collins est un des trois joueurs des Giants (avec Damon Harrison et Olivier Vernon) à avoir mis un genou à terre lors de l'hymne national joué en prélude du troisième match de la saison 2017contre les Eagles de Philadelphie, après que le président des États-Unis, Donald Trump, ait déclaré que les joueurs qui mettaient un genou à terre pendant l'hymne méritaient d'être virés ou suspendus,.
Au terme de la saison 2017, il est classé par ses pairs, 92e du Top 100 des meilleurs joueurs de la NFL.

#### Saison 2018
Pendant l'intersaison, Collins déclare qu'il est nécessaire d'opérer son avant-bras droit et qu'il risque de manquer une partie du camp d'entraînement des Giants. Alors que l'on se trouvait proche de la date limite des transferts, Collins faisait l'objet de diverses rumeurs à ce sujet mais il décide finalement de rester chez les Giants. Lors de la victoire en 13e semaine sur les Bears de Chicago, Collins se blesse au niveau de sa rotule. Il doit se faire opérer et est placé dans la liste des réservistes blessés. Il termine ainsi sa saison avec un total de 96 tackles, quatre passes déviées et un fumble forcé lors des 12 matchs où il a joué,. Il est sélectionné pour la troisième fois au Pro Bowl.

### Redskins de Washington (2019)

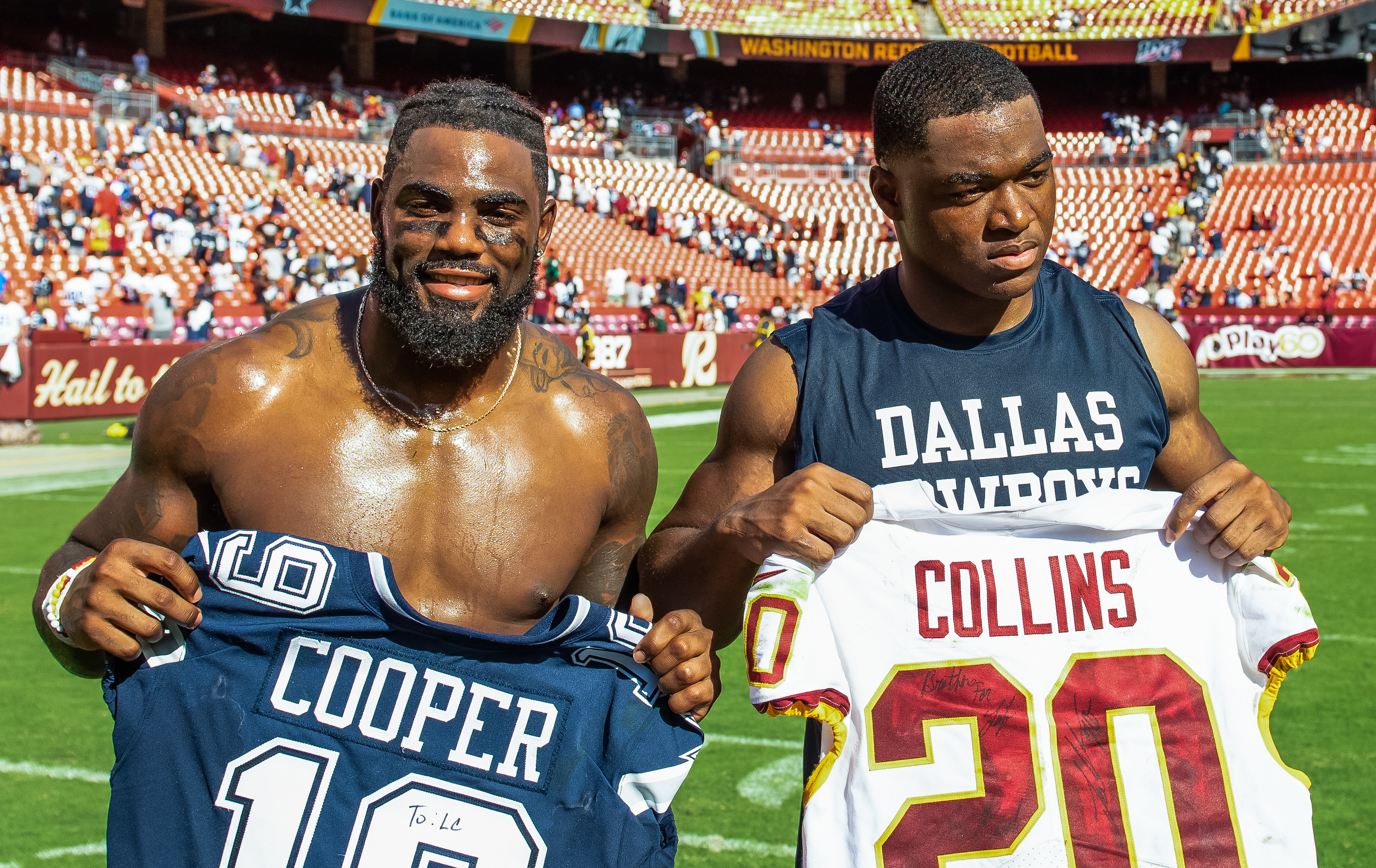
Collins en compagbie d'Amari Cooper après un match contre Dallas.

Le 13 mars 2019, Collins signe un contrat de six ans comme agent libre sans restriction (unrestricted free agent) pour un montant de 84 millions de dollars avec les Redskins de Washington. Il choisit de porter le numéro 20 puisque le n° 21 (porté par son idole Sean Taylor et décédée en 2007) a été définitivement retiré par la franchise.
En 2e semaine contre les Cowboys de Dallas (défaite 21 à 31), Collins effectue douze plaquages. Contre les Dolphins de Miami en 6e semaine, les Redskins remportent le premier match de leur saison 17 à 16 et Collins y totalise 12 plaquages et un sack sur de quarterback Josh Rosen. Il établit la meilleure performance à ce poste de la saison de son équipe et est désigné meilleur joueur défensif de la NFC de la semaine.

### Washington Football Team (2020)
Avant le début de la saison 2020, Collins a récupéré le no 26, numéro qu'il portait en NCAA, à la suite du départ d'Adrian Peterson. Son no 20 est attribué à Jimmy Moreland (en) Contre les Cardinals de l'Arizona en 2e semaine, il réussit sa première interception et son premier sack de la saison. Contre les Cowboys de Dallas en 7e semaine, Collins subi une déchire au talon d'Achilles et est placé sur la liste des réservistes blessés le 27 octobre,.

### Commanders de Washington (2021)
Plusieurs linebackers de l'équipe étant blessés, Collins est déplacé et joue un rôle hybride aux postes de safety et de linebacker en octobre 2021,. En 12e semaine lors de la victoire 17 à 15 les Seahawks, il provoque un fumble du running back Alex Collins. Contre les Cowboys en 14e semaine, Collins enregistre sa première interception de la saison sur une passe du quarterback Dak Prescott contre lequel il réalise également deux sacks. La semaine suivante contre les Eagles, il totalise une interception, une passe défendue, et recouvre un fumble. Il se blesse également au pied et ne joue plus de la saison. Il est libéré le 16 mars 2022 par les Commanders.

### Giants de New York (2022)
Le 6 octobre 2022, Collins retourne aux Giants et intègre l'équipe d'entraînement. Il participe aux matchs des 7e et 8e semaine contre les Jaguars de Jacksonville et les Seahawks de Seattle,. Il participe à 27 actions de jeu en 16e semaine au poste d'inside linebacker contre Washington et signe pour l'équipe première la semaine suivante. Contre les Colts d'Indianapolis en 17e semaine, il intercepte une passe du quarterback Nick Foles qu'il retourne en touchdown.

## Statistiques

### Universitaires
| Année                | Équipe               | Statut               | MJ |       | Plaquages | Plaquages | Plaquages | Plaquages |       | Interceptions | Interceptions | Interceptions | Interceptions |  | Fumbles | Fumbles |
| Année                | Équipe               | Statut               | MJ | Total | Seul      | Ast.      | Sacks     | Nb.       | Yards | Déf.          | TD            | Nb.           | Rec.          |  |         |         |
| 2012                 | Aabama               | Fr                   | 14 | 17    | 8         | 9         | 0         | -         | -     | 0             | -             | 0             | 0             |  |         |         |
| 2013                 | Alabama              | So                   | 13 | 68    | 54        | 14        | 0         | 2         | 89    | 6             | 1             | 2             | 2             |  |         |         |
| 2014                 | Alabama              | Jr                   | 14 | 99    | 60        | 39        | 0         | 3         | 14    | 7             | 0             | 2             | 1             |  |         |         |
| Totaux carrière NCAA | Totaux carrière NCAA | Totaux carrière NCAA | 41 | 184   | 122       | 67        | 0         | 5         | 103   | 13            | 1             | 4             | 3             |  |         |         |

### Professionnelles
| Année      | Équipe                   | MJ  |       | Plaquages | Plaquages | Plaquages | Plaquages |       | Interceptions | Interceptions | Interceptions | Interceptions |  | Fumbles | Fumbles |
| Année      | Équipe                   | MJ  | Total | Seul      | Ast.      | Sacks     | Nb.       | Yards | Déf.          | TD            | Nb.           | Rec.          |  |         |         |
| 2015       | Giants de New York       | 16  | 108   | 080       | 28        | -         | 1         | 0     | 09            | -             | 1             | -             |  |         |         |
| 2016       | Giants de New York       | 16  | 125   | 100       | 25        | 4,0       | 5         | 72    | 13            | 1             | -             | 1             |  |         |         |
| 2017       | Giants de New York       | 15  | 099   | 074       | 25        | -         | 2         | 21    | 06            | -             | 1             | 2             |  |         |         |
| 2018       | Giants de New York       | 12  | 096   | 067       | 29        | -         | -         | -     | 04            | -             | 1             | -             |  |         |         |
| 2019       | Redskins de Washington   | 15  | 117   | 078       | 39        | 1,0       | -         | -     | 04            | -             | 2             | -             |  |         |         |
| 2020       | Washington Football Team | 07  | 041   | 024       | 17        | 2,0       | 1         | 01    | 01            | -             | 1             | -             |  |         |         |
| 2021       | Commanders de Washington | 13  | 081   | 051       | 30        | 3,0       | 2         | 03    | 02            | -             | 1             | 2             |  |         |         |
| 2022       | Giants de New York       | 06  | 015   | 07        | 08        | 1,0       | 1         | 52    | 02            | 1             | -             | -             |  |         |         |
| Totaux NFL | Totaux NFL               | 100 | 691   | 489       | 202       | 11,0      | 12        | 149   | 41            | 2             | 7             | 5             |  |         |         |

| Année      | Équipe             | MJ |       | Plaquages | Plaquages | Plaquages | Plaquages |       | Interceptions | Interceptions | Interceptions | Interceptions |  | Fumbles | Fumbles |
| Année      | Équipe             | MJ | Total | Seul      | Ast.      | Sacks     | Nb.       | Yards | Déf.          | TD            | Nb.           | Rec.          |  |         |         |
| 2016       | Giants de New York | 1  | 9     | 6         | 3         | 1,0       | -         | -     | 2             | -             | -             | -             |  |         |         |
| 2022       | Giants de New York | 2  | 1     | 1         | -         | -         | -         | -     | -             | -             | -             | -             |  |         |         |
| Totaux NFL | Totaux NFL         | 3  | 10    | 7         | 3         | 1,0       | -         | -     | 2             | -             | -             | -             |  |         |         |

## Trophées et récompenses
- NFL :
  - Sélectionné aux Pro Bowls 2016, 2017 et 2018 ;
  - Sélectionné dans l'équipe type All-Pro 2016 ;
  - Sélectionné par PFWA dans l'équipe type des débutants (rookie) 2015.
- NCAA
  - Champion de la Southeastern Conference (SEC) en 2012 et 2014 ;
  - Champion de NCAA Division I FBS en 2013 ;
  - Sélectionné dans l'équipe type All-American 2014 ;
  - Sélectionné dans l'équipe type de la SEC en 2014.
- Lycée (High School) :
  - Sélectionné par USA Today dans l'équipe type All-American en 2011.

## Vie privée
Natif de La Nouvelle-Orléans en Louisiane, Collins y a grandi dans le quartier Algiers (en). En 2005 lorsque la ville est touchée par l'Ouragan Katrina, Collins et sa famille sont contraints de déménager vers Baton Rouge et le quartier d'Ascension Parish. Son père, Tom Collins, sera son coach de football américain entre ses 4 et 12 ans. Landon déclare que son père fut l'entraineur « le plus influent qu'il eut jamais » (« He is the most influential coach I've ever had. », ajoutant que pendant qu'il l'entrainait, son père lui avait donné le surnom d'« Argent » (Money) parce que tout ce qu'il touchait à l'âge de six ans « était juste de l'or ». Enfant, Landon avait comme idoles l'ancien running back Clinton Portis, le quarterback Peyton Manning ainsi que le safety Sean Taylor. Ce dernier jouait avec les Redskins lorsqu'il fut assassiné et Collins porta en son hommage le no 21 pendant une partie de sa période avec Washington. Collins a également joué au baseball pendant ses 7 et 8 années.
Collins est le fils de Tom Collins et d'April Justin. Son père est actuellement un directeur de station à la Coastal Bridge Construction Company de Baton Rouge, tandis que sa mère réside en Floride. Collins a 3 enfants (1 fille et 2 garçons). 
Collins est l'ainé de la famille. Il a un frère, Gerald Willis (en), et une sœur, Gerrah Willis. Gerald a également joué en NCAA pour les Gators de la Floride et pour les Hurricanes de Miami.
La relation de Collins avec sa mère est toujours restée tendue et ce depuis qu'il a choisi de rejoindre le Crimson Tide de l'Alabama plutôt que les Tigers de LSU. Son frère Gerald, l'a convaincu de se présenter à la draft 2015 de la NFL en lui offrant une séance de spa gratuite à Chicago, site d'accueil de la draft Les deux n'ont jamais abordé directement la décision de Landon de choisir Alabama plutôt que LSU, ce qui fait que le problème reste une source de tension entre eux également

### Controverse
À la suite des commentaires du président américain Donald Trump en septembre 2017 (il avait déclaré que tout joueur qui s'agenouillait pendant l'hymne national devrait être licencié ou suspendu), Collins et ses équipiers, Damon Harrison et Olivier Vernon des Giants de New York, se sont mis à genoux avant le début du troisième match de la saison 2017 joué contre les Eagles de Philadelphie
,.
Interrogé sur sa décision de s'agenouiller pendant l'hymne, Collins a déclaré qu'il était "absolument en conflit" parce qu'il aimait les États-Unis, ajoutant qu'il avait pleuré en s'agenouillant. Il a également fait référence à son oncle qui avait déjà servi dans l'armée comme source supplémentaire de sentiments conflictuels lors de ce geste. Lorsque les Giants ont joué contre les Buccaneers de Tampa Bay la semaine suivante, Collins a plutôt choisi de lever le poing pendant l'hymne. Cette décision est intervenue après que John Mara, propriétaire des Giants, ait demandé aux joueurs de se lever pendant l'hymne, tout en notant qu'il aurait compris s'ils ne l'avaient pas fait.